# Безверхняя, Эльша Моисеевна
Эльша Моисеевна Безверхняя (7 февраля 1910, Лодзь — 24 октября 2011 Реховот, Израиль) — российская актриса.
Впервые вышла на сцену в пятилетнем возрасте. Выросла в Виннице. С 1929 года училась в театральном училище при Московском государственном еврейском театре и еврейском отделении Киевского театрального института. Ученица известных педагогов — С. М. Михоэлса, М. И. Гольдблат, Эфраима Лойтера, Завадского, Федора Каверина, Елизаветы Юзвицкой, Нусинова и других.
Актриса Московского государственного еврейского театра.
Жена выпускника еврейского отделения литературного факультета МГУ-II, позднее театрального педагога и директора театрального училища при Московском ГОСЕТе (с 32-года), арестованного в 49-м году и освобожденного после 53-го года Моисея Беленького. Позднее он преподавал в театральном училище им. Щукина при Вахтанговском театре, читал курс марксистской философии в МГУ. Автор книг «Спиноза» серии ЖЗЛ и «Философия Маймонида».
Последние годы Эльша Безверхняя прожила в Реховоте, Израиль, где скончалась 24 октября 2011 года. Она была последней из первого состава Московского ГОСЕТа.
Дети — сыновья Соломон, американский преподаватель, химик, доктор наук и Давид, израильский биохимик.

## Сценография
- Суламифь (по С. Галкину) — Авигайль
- Блуждающие звезды — Генриетта Шваб
- Стоит жить! — американка
- Фрейлехс (1948)